# Saivo (Karesuando socken, Lappland, 765229-171053)
Saivo är en sjö i Kiruna kommun i Lappland och ingår i Torneälvens huvudavrinningsområde. Sjön har en area på 0,15 kvadratkilometer och ligger 472,7 meter över havet.

## Delavrinningsområde
Saivo ingår i det delavrinningsområde (765263-171046) som SMHI kallar för Ovan VDRID = Tsaddamasjohka i Muonioälvens vatten*. Medelhöjden är 483 meter över havet och ytan är 1,49 kvadratkilometer. Räknas de 34 avrinningsområdena uppströms in blir den ackumulerade arean 813,34 kvadratkilometer. Muonioälven (Njärrejåkkå) som avvattnar avrinningsområdet har biflödesordning 2, vilket innebär att vattnet flödar genom totalt 2 vattendrag innan det når havet efter 520 kilometer. Avrinningsområdet består mestadels av skog (48 procent), sankmarker (25 procent) och kalfjäll (13 procent). Avrinningsområdet har 0,16 kvadratkilometer vattenytor vilket ger det en sjöprocent på 11 procent.